# Sparaxis grandiflora
Sparaxis grandiflora är en irisväxtart som först beskrevs av Daniel Delaroche, och fick sitt nu gällande namn av Ker Gawl. Sparaxis grandiflora ingår i släktet Sparaxis och familjen irisväxter.

## Underarter
Arten delas in i följande underarter:
- S. g. acutiloba
- S. g. fimbriata
- S. g. grandiflora
- S. g. violacea

## Bildgalleri

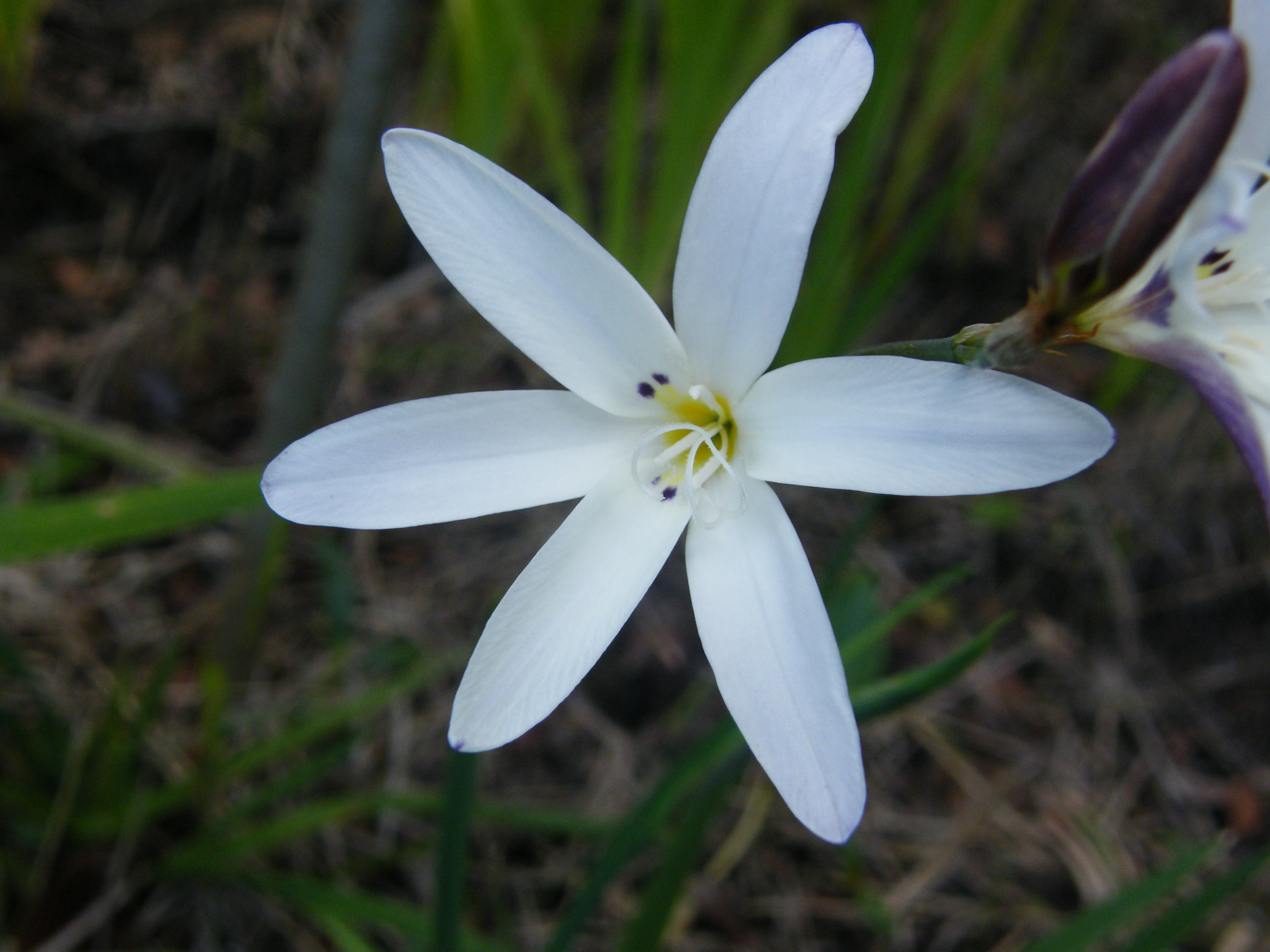
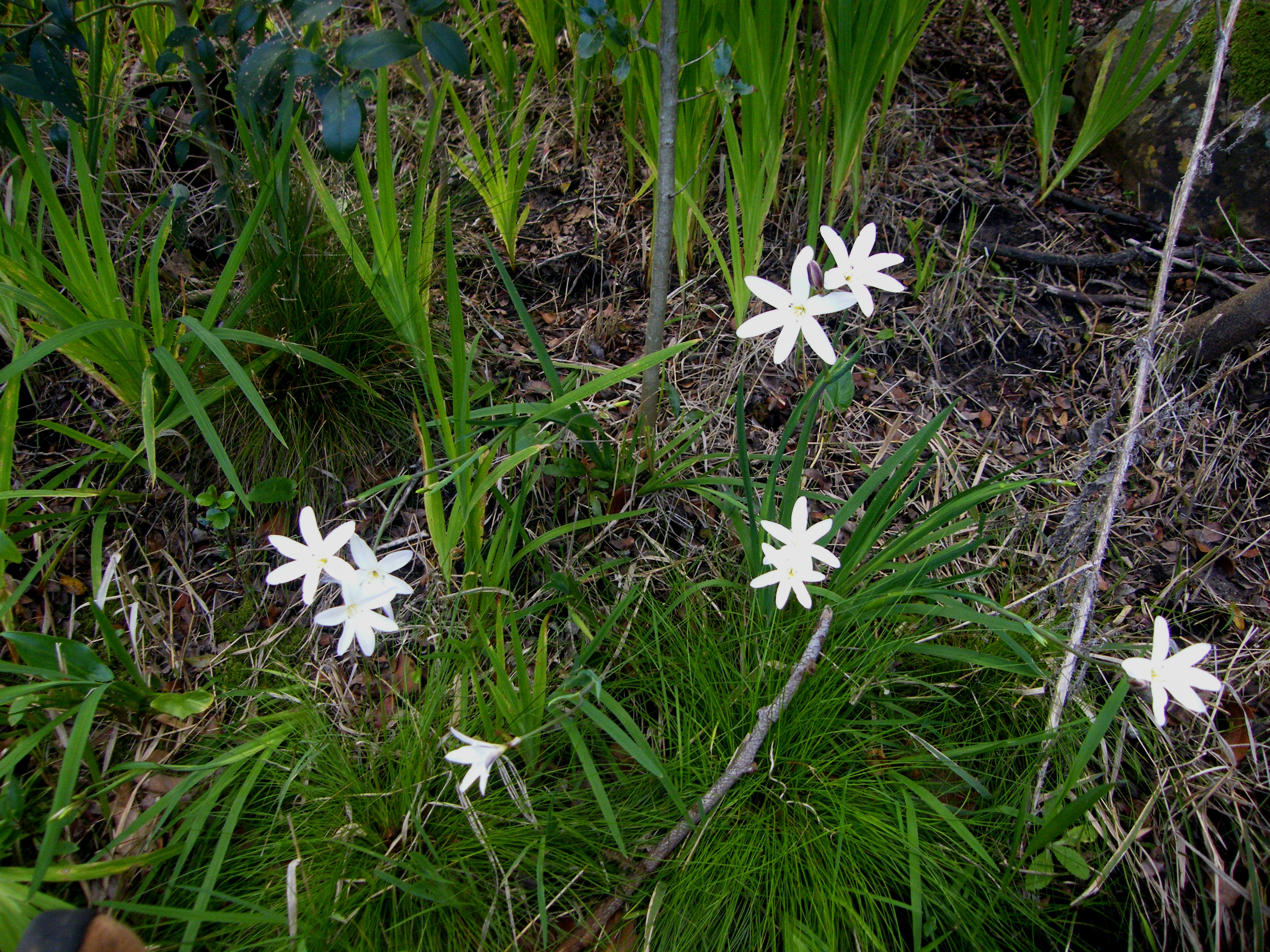